# Souvanna Phouma
Prins Souvanna Phouma, född 7 oktober 1901 i Louang Prabang, Laos, död 10 januari 1984 i Vientiane, Laos, var en laotisk prins och politiker, och halvbror till Souphanouvong.

## Biografi
Souvanna Phouma var son till Bounkhong, den siste vicekungen av Luang Prabang och brorson till kung Sisavang Vong i Laos, och fick en fransk utbildning i Hanoi, Paris och Grenoble, där han tog sin examen i arkitektur och ingenjörskonst. Han återvände till sitt hemland 1931 och gick in i det offentliga arbetet i Franska Indokina.
Souvanna Phouma gick vid slutet av andra världskriget, tillsammans med sin bror, prins Phetsarath Rattanavongsa (1891-1959), och sin halvbror, prins Souphanouvong (1909-1995), in i Lao Issara-rörelsen som startats för att motverka den franska ockupationen och dess provisoriska Vientianeregering (1945-1946). När fransmännen åter ockuperade Laos, gick Souvanna i exil i Bangkok, men återvände till Laos 1949 då Frankrike började medge viss självständighet för Laos.

## Politisk karriär
År 1951 blev Souvanna Phouma premiärminister då Nationella progressiva partiet vann 15 av de 39 platserna i nationalförsamlingen. Han var premiärminister fram till 1954.
Efter valet i december 1955, återkom Souvanna Phouma som premiärminister på en plattform av nationell samling. I augusti 1956 enades Souvanna och kommunistiska Pathet Lao, som hans halvbror Souphanouvong ledde, om breda förslag till en "regering för nationell union". Vid val till 21 extra parlamentsplatser som hölls i maj 1958 fick partier i linje med Pathet Lao 13 platser och Souphanouvong gick in i regeringen som ekonomiminister. 
I juni 1958 tvingades Souvanna Phouma av högern åter att avgå. Kungen accepterade omröstningen som laglig när han undertecknade kunglig förordning nr 282, som avsatte Souvanna Phoumas regering och gav befogenheter till en provisorisk revolutionskommittén. Kunglig förordning nr 283, godkände en provisorisk regering bildad av prins Boun Oum, som agerade som frontman för Phoui Sananikone. Han var en av de tre prinsar, som Sisavang Vatthana utsett till att bilda en koalitionsregering mellan högern och Pathet Lao men den kollapsade, och laotiska inbördeskriget började.
Efter inbördeskriget 1959 bildade Souvanna Phouma en koalitionsregering 1960 och var därefter landets premiärminister till 1975, då Neo Kao Haxat övertog makten.